# Основные средства
Основные средства — средства труда, участвующие в производственном процессе, сохраняя при этом свою натуральную форму. Предназначаются для нужд основной деятельности организации и должны иметь срок использования более года. По мере износа, стоимость основных средств уменьшается и переносится на себестоимость с помощью амортизации.
Основные средства — материальные активы, которые предприятие содержит с целью использования их в процессе производства или поставки товаров, предоставления услуг, сдачи в аренду другим лицам или для осуществления административных и социально-культурных функций, ожидаемый срок полезного использования (эксплуатации) которых более одного года (или операционного цикла, если он длится дольше года). Стоимость основных средств за вычетом накопленной амортизации называется чистыми основными средствами или остаточной стоимостью.
К бухгалтерскому учёту основные средства принимаются по первоначальной стоимости, однако в дальнейшем, в бухгалтерском балансе основные средства отражаются по остаточной стоимости. Остаточная стоимость основных средств определяется как разница между первоначальной (восстановительной) стоимостью и амортизационными отчислениями. Учитываются в составе внеоборотных активов.

## История термина
Сам термин «основные средства» появился в советском бухгалтерском учёте в 1930-м году, и был введён Инструкцией по учёту и отчётности в металлопромышленности. Критерий отнесения объектов к основным средствам был сформулирован по принципу значимости в учёте: начиная с 1930-го года и далее к основным средствам относились объекты со сроком службы не менее года, и стоимостью не ниже определённого уровня (стоимостной критерий в различное время варьировался, но минимальный срок службы всегда оставался постоянным — один год). Объекты со сроком службы менее года (а также — со сроком службы более года, но стоимостью менее определённого уровня) в советском бухгалтерском учёте относились к категории МБП — малоценные и быстроизнашивающиеся предметы.

## Виды (положение в России)
Для учёта основных средств, определения их состава и структуры необходима их классификация. Существуют следующие группы основных средств (в том числе согласно ПБУ 6/01):
1. Здания (корпуса цехов, складские помещения, производственные лаборатории и т. п.);
2. Сооружения (инженерно-строительные объекты, создающие условия для осуществления процесса производства: эстакады, автомобильные дороги, туннели);
3. Внутрихозяйственные дороги;
4. Передаточные устройства (электросети, теплосети, газовые сети);
5. Машины и оборудование, в том числе:
  1. Силовые машины и оборудование (генераторы, электродвигатели, паровые машины, турбины и т. п.).
  2. Рабочие машины и оборудование (металлорежущие станки, прессы, электропечи и т. п.).
  3. Измерительные и регулирующие приборы и устройства, лабораторное оборудование.
  4. Вычислительная техника.
  5. Автоматические машины, оборудование и линии (станки-автоматы, автоматические поточные линии).
  6. Прочие машины и оборудование.
6. Транспортные средства (вагоны, автомобили, кары, тележки);
7. Инструмент (режущий, давящий, приспособления для крепления, монтажа), кроме специального инструмента;
8. Производственный инвентарь и принадлежности (стеллажи, рабочие столы и тому подобные);
9. Хозяйственный инвентарь;
10. Рабочий, продуктивный и племенной скот;
11. Многолетние насаждения;
12. Прочие основные средства (сюда входят библиотечные фонды, музейные ценности).

В составе основных средств учитываются также: 
1. Капитальные вложения на коренное улучшение земель (осушительные, оросительные и другие мелиоративные работы).
2. Капитальные вложения в арендованные объекты основных средств.
3. Земельные участки, объекты природопользования (вода, недра и другие природные ресурсы).

Для признания объекта основным средством для организации необходимо одновременное выполнение следующих четырёх условий (в том числе согласно ПБУ 6/01):
1. объект предназначен для использования в производстве продукции, при выполнении работ или оказании услуг, для управленческих нужд организации либо для предоставления организацией за плату во временное владение и пользование или во временное пользование;
2. объект предназначен для использования в течение длительного времени, то есть срока, продолжительностью свыше 12 месяцев или обычного операционного цикла, если он превышает 12 месяцев;
3. организация не предполагает последующую перепродажу данного объекта;
4. объект способен приносить организации экономические выгоды (доход) в будущем.

Основные фонды относятся к производственным активам, так как создаются и используются в процессе производства. К основным фондам относятся объекты, которые служат не менее года и стоимостью выше определённой величины, устанавливаемой в зависимости от динамики цен на продукцию фондосоздающих отраслей (К основным фондам относятся объекты, стоимость которых определяется в размере пятидесятикратной установленной законом минимальной месячной. В качестве дополнительного критерия отнесения объекта к основным средствам выделяют стоимостной. Так, к основным средствам относят объекты, стоимость которых превышает 100 000 рублей по налоговому учёту и 40 000 рублей по бухгалтерскому ( на 2021 год ).
От основных средств следует отличать оборотные средства, включающие такие предметы труда, как сырьё, основные и вспомогательные материалы, топливо, тара и так далее. Оборотные средства, потребляемые в одном производственном цикле, вещественно входят в продукт и полностью переносят на него свою стоимость.
Каждое предприятие имеет в своём распоряжении основные и оборотные средства. Совокупность основных производственных средств и оборотных средств предприятий образует их производственные средства.
Основные средства подразделяются на производственные и непроизводственные. Производственные средства участвуют в процессе изготовления продукции или оказания услуг. К ним относятся: станки, машины, приборы и тому подобное.
Непроизводственные основные средства не участвуют в процессе создания продукции. К ним относятся: жилые здания, детские сады, клубы, стадионы, больницы и тому подобные.

## Эффективность использования основных средств
Проблема повышения эффективности использования основных средств и производственных мощностей предприятий занимает центральное место в период перехода к рыночным отношениям. От решения этой проблемы зависит место предприятия в промышленном производстве, его финансовое состояние, конкурентоспособность на рынке.
Эффективность использования основных средств может измеряться величиной прибыли на рубль вложений в основные средства.
Имея ясное представление о роли основных средств в производственном процессе, факторах, влияющих на использование основных средств, можно выявить методы, направления, при помощи которых повышается эффективность использования основных средств и производственных мощностей предприятия, обеспечивающая снижение издержек производства и рост производительности труда.

## Аналитические показатели
Коэффицие́нт изно́са — показывает степень изношенности основных средств. Определяется как отношение суммы начисленной амортизации к первоначальной стоимости основных средств.

## Основные фонды
Согласно «Общероссийскому классификатору основных фондов», «основными фондами являются произведенные активы, используемые неоднократно или постоянно в течение длительного периода времени, но не менее одного года, для производства товаров и оказания услуг».
Также в «Общероссийском классификаторе» приводится детальная группировка основных фондов.
Основным показателем эффективности использования основных фондов является показатель фондоотдачи.